# Physetobasis annulata
Physetobasis annulata là một loài bướm đêm trong họ Geometridae.